# Кази-бі
Кази Сиримули (каз. Қазы Сырымұлы) більш відомий як Кази-бі (каз. Қазы би) 1770 — 1854) — казахський політичний діяч, старшина роду Байбакти Молодшого жузу, син Сирима Датова. Тархан.

## Біографічні відомості
Кази-бі — син Сирима Датова від Конир, другої його дружини, уродженки багатого роду Алимули, що кочував пустелею Кизилкум. Кази народився в аулі Сарой, що нині в межах Жимпітинського сільського округу Сиримського району Західно-Казахстанській області Казахстану.
В часи боротьби Сирим-батира проти колоніального гніту Росії, був поруч з батьком. Після смерті Сирима Датули Кази виховувався у свого кизилкумського діда. Кази також пішов по стопах батька, — очолював Байбактинській рід, був сміливим і рішучим бієм. Політичні та адміністративно-господарські питання з Росією він завжди прагнув залагодити мирним шляхом, не допускаючи протистояння. Він також дослужився до звання військового старшини і Тархана.
Помер Кази-бі 16 січня 1854. За народними переказами, Кизи Серимов мав шість дружин, від яких народилось сорок дітей. Сорок юрт нащадків Кази утворили аул, який отримав назву Сирим-аули.